# 高松入口
高松入口（たかまついりぐち）は、東京都豊島区にある首都高速道路中央環状線の入口である。
外回り（熊野町JCT方面）のみの入口である。周辺の地名は豊島区高松、要町、池袋、板橋区南町。
2022年（令和4年）4月1日以降、ETC専用となっている。

## 概要
中央環状新宿線開通以前は、現在の熊野町JCTと一体となった5号池袋線の出入口であり、美女木JCT方面のみ出入り可能であった。
2007年12月22日の中央環状新宿線開通にあわせて、5号池袋線との分岐部分は熊野町JCTとして分離された（詳しくは中央環状線を参照）。これにより、高松出口は前日の12月21日午後8時をもって廃止され、代替として西池袋出口が設置された。

## 接続する道路
- 東京都道317号環状六号線（山手通り）

## 周辺
- 東京地下鉄有楽町・副都心線要町駅

## 隣
首都高速中央環状線
(C25,C26)西池袋出入口 - (C28)高松入口 - 熊野町JCT - 板橋JCT - (C29)新板橋出口